# Малкин, Пётр Фаддеевич
Пётр Фадеевич Малкин (1903, Свержень, Могилёвская губерния — 1971, Куйбышев) — врач-психиатр, учёный-медик, основатель и сотрудник нескольких кафедр психиатрии в советских медицинских институтах (Пермь, Екатеринбург, Самара), профессор. Автор работ по организации психиатрической помощи.

## Биография
Родился в 1903 году в деревне Свержень в Белоруссии.
В гимназические и студенческие годы состоял в анархических кружках, был членом анархической партии, переписывался с П. А. Кропоткиным.
До 1935 года был приват-доцентом кафедры психиатрии Пермского мединститута, заведовал сектором клинической психиатрии Института.
В 1935 году, возрасте 32 лет, был избран первым заведующим кафедры психиатрии Уральского государственного медицинского института в Екатеринбург|Свердловске. Кафедра была создана на базе Свердловской областной психиатрической больницы (ОПБ), в то время называвшейся Зауральской психиатрической лечебницей. Одними из первых сотрудников кафедры стали такие известные психиатры как: А. Е. Янковский (с 1935), Г. И. Плессо (с 1936) и Н. Н. Боднянская (с 1938). На кафедре был создан богатый музей истории психиатрии, патологического творчества больных, наиболее интересные экспонаты из которых сохранились до настоящего времени.
В 1939 году защитил докторскую диссертацию по теме «Маляриотерапия психических заболеваний».
Также в сферу его научных интересов входили клиника и терапия психических заболеваний с затяжным течением, роль соматических факторов и реактивности в патогенезе психозов, особенности течения резидуальных органических поражений головного мозга, вопросы маляриотерапии.
В 1953 году Петр Фадеевич Малкин, к тому времени уже профессор, по обвинению в принадлежности к партии анархистов был уволен из института. На фоне знаменитого дела врачей, опасаясь преследований, предпочел сменить место жительства и перебрался в Самару (в то время город Куйбышев).
С 1958 по 1971 год заведовал кафедрой психиатрии, наркологии, психотерапии и клинической психологии Самарского государственного медицинского университета. В этот период по инициативе П. Ф. Малкина научные исследования сотрудников кафедры были сосредоточены на изучении соматических основ психических заболеваний. Также была организована база фармакологического комитета СССР по испытанию новых лекарственных препаратов.
В Самаре под руководством П. Ф. Малкина было выполнено 2 докторских, 10 кандидатских диссертаций, издано 3 монографии, более 20 сборников научных трудов. Двое его учеников, В. А. Дереча и Г. Н. Носачев, в последующем стали докторами наук и возглавляли кафедру психиатрии
Скончался в 1971 году в Самаре.

### Семья
Жена — Людмила Ивановна Толстоухова, врач-психиатр.

## Избранные труды
- «Экзогенные типы реакций при малярийной терапии» (1935)
- «Итоги и проблемы маляриотерапии в связи с общими задачами построения терапии психозов» (1941)
- «Клиника и терапия психических заболеваний с затяжным течением», ч. 1-2 (1956, 1959)
- «Актуальные вопросы клинической психиатрии» (1971).